# 长水街道 (昆明市)
长水街道，是中华人民共和国云南省昆明市官渡区下辖的一个乡镇级行政单位，系2023年由原大板桥街道西北部部分地区析置设立，办事处驻凌翔社区。长水街道实际由云南滇中新区托管。

## 历史
2023年2月8日，昆明市人民政府批复同意大板桥街道析置为大板桥、长水和小哨3个街道；5月30日，长水街道正式成立。

## 行政区划
长水街道下辖以下地区：
李其社区、花箐社区、复兴社区、乌西社区、凌翔社区和板桥社区。